# Slovakiens herrlandslag i handboll
Slovakiens herrlandslag i handboll representerar Slovakien i handboll på herrsidan. Laget deltog vid Europamästerskapet 2008 i Norge, där bland andra Kroatien och Sverige stod för motståndet.